# Saint-Planchers
Saint-Planchers är en kommun i departementet Manche i regionen Normandie i norra Frankrike. Kommunen ligger i kantonen Granville som tillhör arrondissementet Avranches. År 2022 hade Saint-Planchers 1 451 invånare.

## Befolkningsutveckling
Antalet invånare i kommunen Saint-Planchers
| Referens: INSEE |